# Ґрейсі (клан)
Клан Ґрейсі (порт. Gracie) — бразильська династія, рід, члени якого відомі як знавці бойових мистецтв, створили і розвинули бразильське дзюдзюцу — стильовий підвид бойового мистецтва дзюдзюцу. Численні представники клану Ґрейсі ввійшли в історію спорту як успішні бійці змішаного стилю, які виступали за правилами змішаних єдиноборств, вале тудо, дзюдзюцу, дзюдо, лута лівре та грепплінгу. Клан Ґрейсі включає в себе понад 200 осіб, значна частина з яких була або є борцями дзюдзюцу чи бійцями змішаного стилю. Новітні покоління бійців клану прославились виступами на аренах чемпіонатів PRIDE, UFC, Strikeforce та багатьох інших. Родинне мистецтво (бразильське дзюдзюцу, а також його стиль — дзюдзюцу Ґрейсі) передається всім представникам роду з покоління в покоління. 

## Найвидатніші персоналії клану

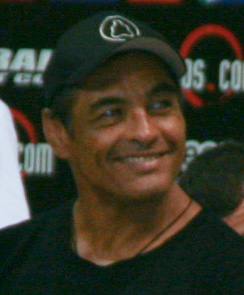
Ріксон Ґрейсі
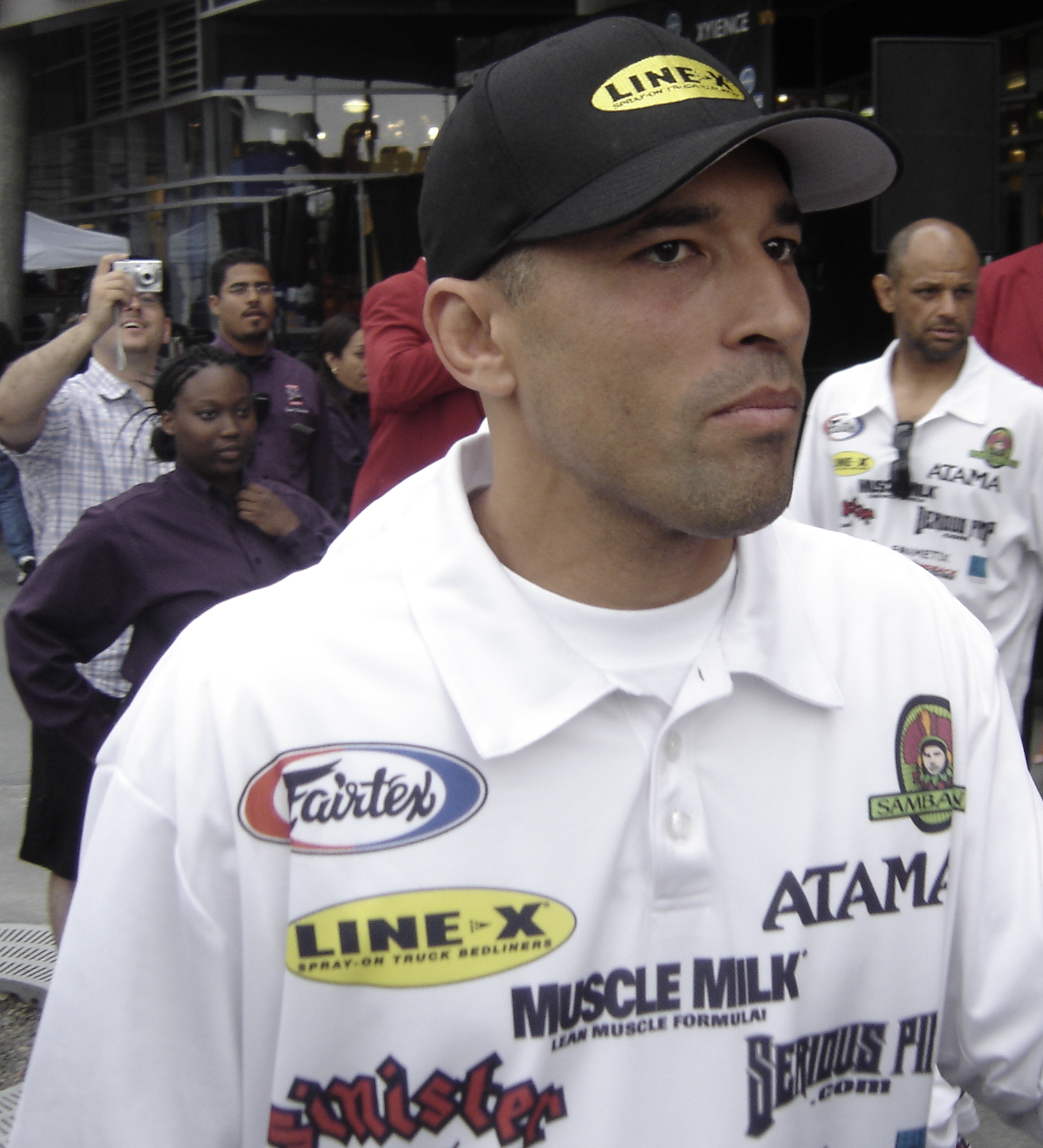
Ройс Ґрейсі
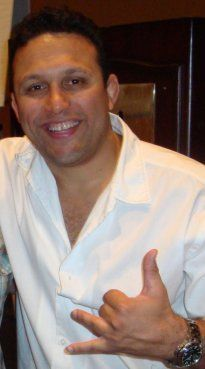
Рензу Ґрейсі
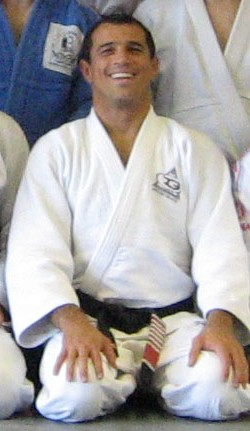
Ройлер Ґрейсі

- Карлус Ґрейсі (1902—1994)
- Еліо Ґрейсі (1913—2009)
- Карлсун Ґрейсі (1932—2006)
- Ріксон Ґрейсі (н. 1958)
- Ройлер Ґрейсі (н. 1965)
- Ройс Ґрейсі (н. 1966)
- Цезар Ґрейсі (н. 1966)
- Рензу Ґрейсі (н. 1967)
- Родріґу Ґрейсі (н. 1975)
- Роджер Ґрейсі (н. 1981)

## Найзначніші спортивні здобутки клану
- 11 золотих, 2 срібні та 3 бронзові медалі на чемпіонатах світу з греплінгу за версією ADCC.[2]
- 13 золотих та 7 срібних  медалей на чемпіонатах світу з дзюдзюцу за версією IBJJF.[3]
- 3 виграних турніри зі змішаних єдиноборств під егідою UFC.
- 2 виграних турніри з вале тудо під егідою VTJ.

## Найбільш титуловані спортсмени клану
|  |  |  |

## Факти про клан
- В межах роду існує традиція давати дитині ім'я, що починається на ту ж літеру, з якої починаються імена видатних родичів дитини. З цієї причини, наприклад, значна частина чоловіків роду Ґрейсі носить імена, що починаються на «Р» або «К».

- З 1996 року кланом Ґрейсі видається журнал «Gracie Magazine», присвячений дзюдзюцу, грепплінгу та змішаним бойовим мистецтвам. Журнал видається двома мовами: англійською та португальською.